# 64DD
O Nintendo 64DD (ニンテンドウ64DD, Nintendō Roku Jū Yon DD) ("DD" sendo abreviação de "Disk drive", e originalmente "Dynamic Drive") foi um periférico para o console Nintendo 64. Era plugado ao N64 através da EXTension Port que ficava do lado inferior do console e permitia ao N64 usar discos magnéticos proprietários de 64 MB de capacidade para aumentar a capacidade de armazenamento de dados. Embora tenha sido anunciado antes do lançamento do N64, o desenvolvimento do 64DD foi lento. Foi uma falha comercial e nunca foi lançado tanto nos EUA quanto na Europa.

## História
O 64DD foi anunciado na Shoshinkai (atual Spaceworld) da Nintendo de 1995. Um dos games disponíveis para uso no 64DD era Creator, um programa de música e animações da Software Creations, os mesmos que fizeram o kit da ferramenta de aúdio para o kit de desenvolvimento do Nintendo Ultra 64. O aplicativo mostrava que poderia ser implementado em outros jogos, podendo substituir texturas e possivelmente, novos níveis e personagens. Infelizmente, não havia uma versão jogável de Creator disponível na Shoshinkai 1995. Na E3 em 1997, o principal game designer da Nintendo, Shigeru Miyamoto, especulou que os primeiros jogos a serem lançados para o sistema eram SimCity 64, Mario Artist, Pocket Monsters, e Earthbound 64.
Entretanto, o 64DD foi atrasado diversas vezes até seu lançamento no Japão em 1 de dezembro de 1999. A Nintendo, antecipando que seu periférico poderia se tornar um fracasso, vendeu seu sistema através da assinatura de um serviço chamado Randnet e os consumidores continuariam a receber games pelo correio. Entretanto, quantidades limitadas do 64DD foram vendidos através de lojas. Como resultado, o 64DD teve suporte da Nintendo por pouco tempo e apenas 9 jogos foram lançados para ele. Boa parte dos jogos em desenvolvimento foram cancelados, lançados como jogos comuns de Nintendo 64, ou portados para o GameCube.

## Hardware

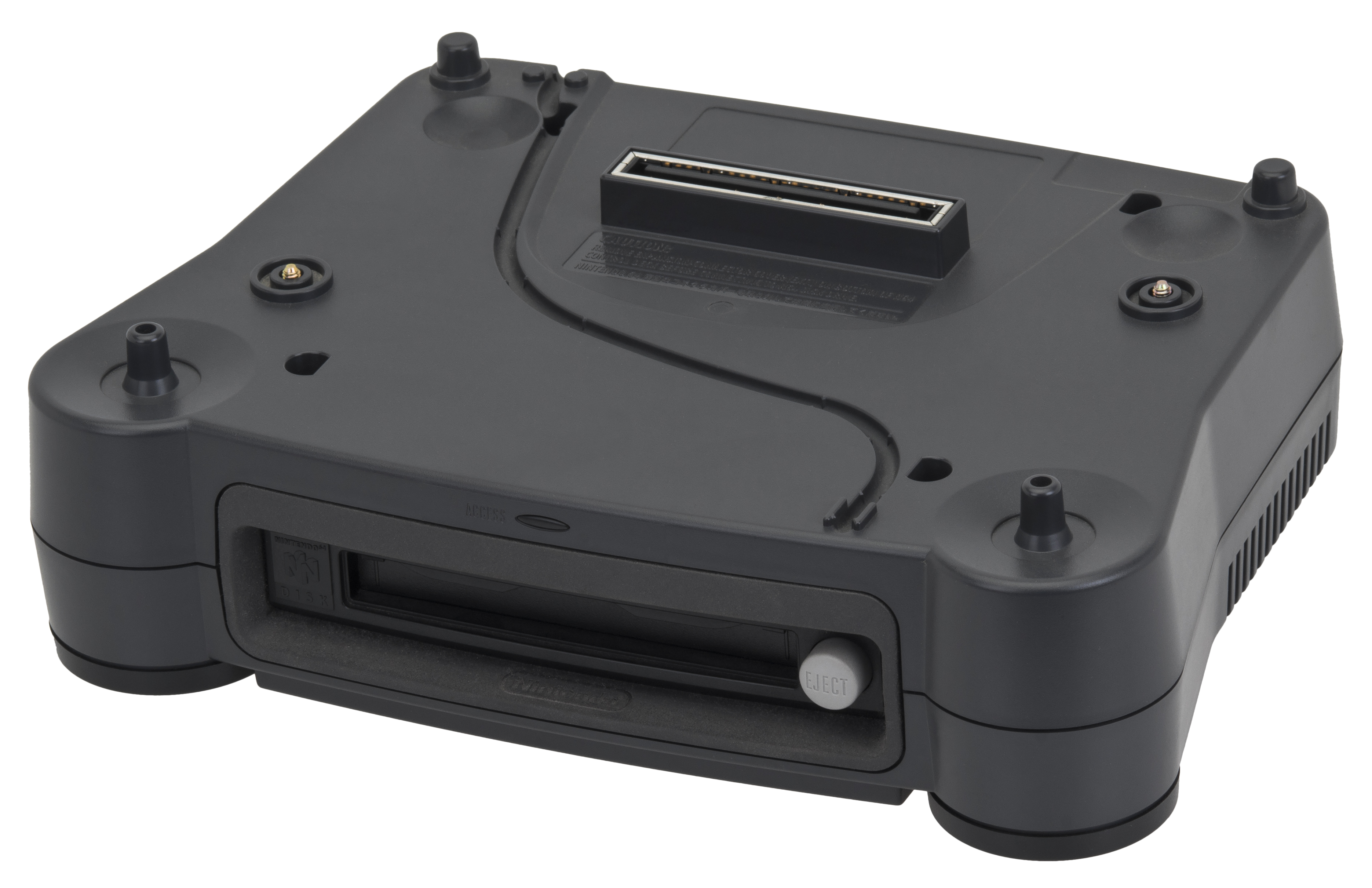
O 64DD não acoplado.

A 64DD usa um processador de 32 bits para a ajudar a ler os discos magnéticos e a transferir dados para o Nintendo 64. Pensava-se que seria a resposta da Nintendo ao CD usado pela PlayStation da Sony, que era mais barato produzir. Os discos da 64DD são regravaveis e têm uma capacidade de 64MB.
A nova mídia para N64DD era regravável e tinha a capacidade de armazenamento de 64 MB. Os games de cartuchos do Nintendo 64 também poderiam ter expansões pelo 64DD, para níveis extras, minigames, e até salvar dados pessoais.
O drive funcionava similarmente a um Zip drive, e tinha uma livraria de áudio expandida para utilização nos games. O Nintendo 64 usa seu RCP (chip) e seu VR4300 para processar dados de sua entrada superior de cartuchos e seus dispositivos de entrada e saída. Para ligação com o 64DD, era necessário 4 MB de RAM adicional para totalizar 8 MB. Diferente do N64, o 64DD pode se iniciar por conta própria, sem a necessidade de ter um cartucho na entrada superior, por causa a existência de um menu de boot. Isso depois foi levado ao Nintendo GameCube, ao Nintendo DS, e ao Wii.
O 64DD tinha um kit de desenvolvimento que trabalhava em conjunto com o kit de desenvolvimento do Nintendo 64.

### Acessórios
A versão lançada do 64DD incluía um modem para conexão a rede Randnet, uma adaptador audio-vídeo RCA chamado de Capture Cassette para plugar na entrada principal de cartuchos, e um mouse e teclado que são plugados na entrada de controles.

## Randnet

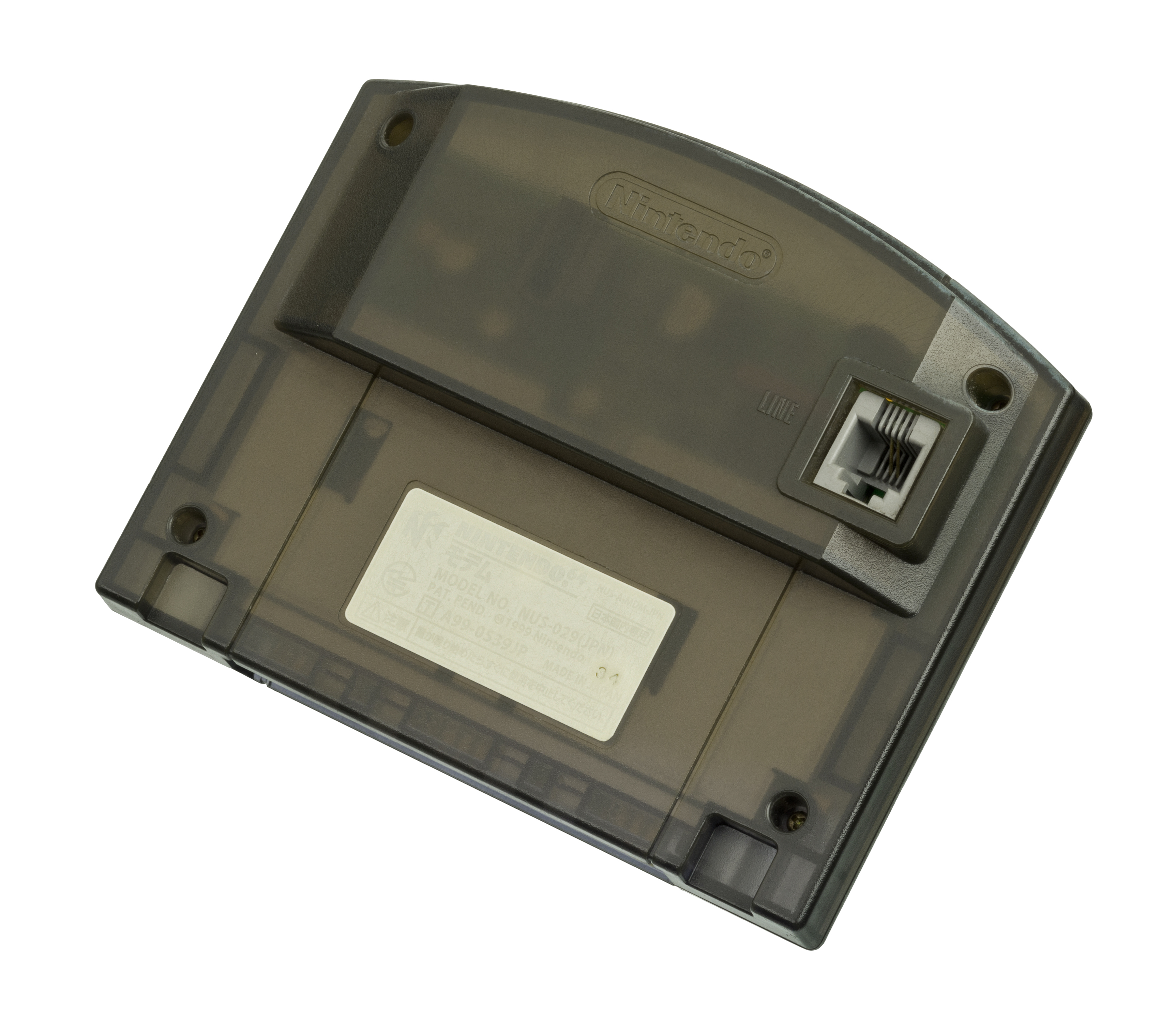
Traseira do cartucho do Randnet com modem.

Como o Super Nintendo tinha o serviço online Satellaview no Japão, o Nintendo 64DD tinha o serviço Randnet (nomeado pelas duas companhias que o desenvolveram, 'Recruit' e 'Nintendo'). Lançado em Dezembro de 1999, o serviço do Randnet "também conhecido como landnet" permitiu partidas online entre jogadores, jogar games antes do seu lançamento nas lojas, navegar na internet, ouvir músicas, entre outros.
O kit inicial do Randnet vinha com o 64DD e incluía tudo necessário para o uso básico do produto (a assinatura era de ¥2500 por mês; equivalente a aproximadamente R$ 45):
- Nintendo 64 Modem: O modem software desenvolvido pela Nexus era armazenado em um cartucho especial que entrava na entrada de cartuchos padrão do Nintendo 64. O cartucho-modem tinha uma entrada para o cabo usado para conexão a rede.
- Expansion Pak: Este cartucho de expansão de 4MB de RAM leva a RAM do N64 à 8 MB. O Expansion Pack era vendido juntamente com Donkey Kong 64 muldialmente. Também foi vendido separadamente.
- 64DD: Os drive de discos regraváveis de 64MB permitiu a navegação na internet e o salvamento de dados. Sem ele, o serviço Randnet era inútil.
- Randnet Browser Disc: Esse disco permitia acesso a Internet e a uma página "apenas para membros".

Uma vez logado, o usuário poderia escolher uma série de opções:
- Battle Mode: Jogadores competem entre si, jogam partidas multiplayer e trocam placares com pessoas de toda a nação.
- Observation Mode: Observar a partida de outros jogadores.
- Beta Test: Jogar alguns níveis de jogos ainda não lançados.
- Information Exchange: Fóruns e Emails para comunicação entre usuários.
- Community: Trocar mensagens com programadores e produtores sobre lançamentos futuros e clássicos.
- Internet Surfing: Navegar na internet com o navegador customizado.
- Digital Magazine: Ver as notícias, tempo e outros.
- Music Distribution: Ouvir músicas com qualidade de CD, algumas ainda não lançadas.
- Editing Tool: Criar seus próprios avatares para interação com outros personagens.

Randnet foi um serviço semi popular, considerando a base limitada do 64DD. Um dos grupos de jogos mais substanciais com suporte da Randnet foi a série Mario Artist que permitia os usuários trocaram suas criações artísticas entre si. Competições e outros eventos ocorreram. Entretanto, o serviço não foi popular o suficiente para justificar sua continuação, então em Fevereiro de 2001 ele foi descontinuado, deixando todos os hardwares do Randnet inúteis. Nintendo comprou de volta todo o hardware relacionado ao Randnet (os gamers continuaram com o 64DD, já que ele ainda funcionava sozinho) e deu todos os serviços gratuitamente para todos os usuários, do anúncio do seu cancelamento, até o cancelamento em si.

## Jogos
- F-Zero X Expansion Kit (エフ　ゼロ　エックス　エクスパンションキット)　(04/21/00)
- Nippon Pro Golf Tour 64　(日本プロゴルフツアー Nippon Puro Gorufu Tsua)　(05/02/00)
- Doshin the Giant (巨人のドシン1 Kyojin no Doshin 1)　(12/11/99)
- Kyojin no Doshin Kaihou Sensen Chibikko Chikko Daishuugou　(巨人のドシン。　解放戦線チビッコチッコ大集合)　(05/17/00)
- Mario Artist: Communication Kit　(マリオアーティスト。　コミュニケーションキット)　(06/29/00)
- Mario Artist: Paint Studio　(マリオアーティスト。　ペイントスタジオ)　(12/11/99)
- Mario Artist: Polygon Studio　(マリオアーティスト。　ポリゴンスタジオ)　(08/29/00)
- Mario Artist: Talent Studio　(マリオアーティスト。　タレントスタジオ)　(02/23/00)
- SimCity 64　(シムシティー64)　(02/23/00)

### Games Propostos
O Nintendo 64DD teve diversos jogos que foram cancelados ou lançados em cartucho, estes jogos são os seguintes:
- 7th Legion
- Automobili Lamborghini Add-On
- Banjo-Kazooie 2 (lançado em cartucho como Banjo-Tooie)
- Cabbage
- Creator (integrado em Mario Artist: Paint Studio)
- DD Sequencer
- Desert Island: No Man's Island
- Dezaemon DD
- Digital Horse Racing Newspaper
- Dōbutsu no Mori (Animal Forest, lançado em cartucho para o Nintendo 64 apenas no Japão, depois, lançado na América do Norte e Europa como Animal Crossing (jogo eletrônico) para o Nintendo GameCube)
- Doubutsu Banchou (Animal Leader, lançado no Nintendo GameCube como Cubivore: Survival of the Fittest)
- Dragon Warrior VII[2] (portado e lançado para o PlayStation)
- DT Bloodmasters
- Far East of Eden: Oriental Blue[3] (cancelado, se tornou um game do Game Boy Advance de mesmo nome)
- Final Fantasy VII (o desenvolvimento no Nintendo 64 nunca foi realmente iniciado, foi lançado posteriormente no PlayStation)
- Fire Emblem 64 (cancelado, alguns elementos da história foram usados no primeiro Fire Emblem para Game Boy Advance, Fire Emblem: Fūin no Tsurugi)
- Gendai Dai-Senryaku: Ultimate War
- Hybrid Heaven (lançado em cartucho)
- Jungle Emperor Leo (Kimba, o leão branco)
- Kirby 64: The Crystal Shards (lançado em cartucho)
- Mario Artist: Game Maker
- Mario Artist: Graphical Message Maker
- Mario Artist: Sound Maker
- Mario Artist: Video Jockey Maker
- Mario Party 2 (lançado em cartucho)
- Mario no Photopi (lançado em cartucho sem opção de armazenamento do Nintendo 64DD)
- Mission: Impossible (lançado em cartucho)
- Mission: Impossible 64DD
- Morita Shogi 64 (lançado em cartucho)
- Mother 3 (EarthBound 64) (cancelado, se tornou um game de Game Boy Advance de mesmo nome)
- Mother 3.5 (Add-On do EarthBound 64)
- Mysterious Dungeon
- Namco RPG
- Ogre Battle Saga
- Oriental Blue: Ao no Tengai ((オリエンタルブルー －青の天外) (Desenvolvido novamente e lançado para Game Boy Advance)
- Pokémon Snap (lançado em cartucho)
- Pokémon 64/Pokémon RPG
- Pokémon Stadium (lançado em cartucho)
- Pokémon Stadium Expansion Disk
- Pokémon Stadium 2 (lançado em cartucho)
- Project Cairo[4]
- Resident Evil Zero (lançado para Nintendo GameCube)
- Rev Limit
- Quest 64 Add-On
- Seaman (lançado para Dreamcast)
- SimCopter 64 (cancelado)
- SnowSpeeder (lançado em cartucho)
- Street Fighter III (lançado para Dreamcast, PlayStation 2 e Arcade)
- Super Mario 64 2
- Super Mario RPG 2 (lançado em cartucho como Mario Story no Japão e Paper Mario no resto do mundo)
- Suu
- Tank
- Teo
- Tonic Trouble Add-On
- Toukon Road: Brave Spirits Add-On
- Twelve Tales: Conker 64 (lançado em cartucho como Conker's Bad Fur Day)[carece de fontes?]
- Wall Street
- Ultra Donkey Kong (lançado em cartucho como Donkey Kong 64)
- Ura Zelda (The Legend of Zelda: Ocarina of Time Master Quest), o disco de expansão para The Legend of Zelda: Ocarina of Time (lançado no Nintendo GameCube)
- Unreal (jogo eletrônico de 1998) (cancelado, lançado para Microsoft Windows e Mac OS Classic)
- Yosuke Ide's Mahjong Juku
- Zelda 64 (lançado em cartucho como The Legend of Zelda: Ocarina of Time)
- Zelda Gaiden (lançado em cartucho como The Legend of Zelda: Majora's Mask)

## Legado
O 64DD pode ser visto como o equivalente do Nintendo 64 ao Famicom Disk System, o abortado SNES CD, ou o Sega CD para o Mega Drive. O conceito do download de informações foi visto antes no Satellaview para o Super Famicom.